# Az-Zachira
Az-Zachira (arab. الذخيره, Adh-Dhakhīrah) – miasto na północno-wschodnim wybrzeżu Kataru, w prowincji Al-Chaur; 128,6 tys. mieszkańców (2010).